# Seni
Seni (tyb. གསེར་རྙེད་ཆུས།, Wylie nag gser rnyed chus, ZWPY Seni Qü; chiń. upr. 色尼区; pinyin Sèní Qū) – dzielnica miasta Nagqu w Tybetańskim Regionie Autonomicznym w zachodniej części Chińskiej Republiki Ludowej. 9 października 2017 Rada Państwa zadecydowała o przekształceniu prefektury Nagqu w prefekturę miejską oraz o utworzeniu dzielnicy Seni w miejscu ówczesnego powiatu Nagqu.